# ستيفن كليج روان
ستيفن كليج روان (بالإنجليزية: Stephen Clegg Rowan)‏ هو ضابط أيرلندي، ولد في 25 ديسمبر 1808 في دبلن في جمهورية أيرلندا، وتوفي في 31 مارس 1890 في واشنطن العاصمة في الولايات المتحدة.